# Богодуховский молокозавод
Богодуховский молочный завод — предприятие молочной промышленности в городе Богодухов Богодуховского района Харьковской области Украины.

## История
Молокозавод был создан во время Великой Отечественной войны, в 1944 году.
После окончания войны завод был реконструирован и расширен, к середине 1960х годов его производственные мощности были увеличены более чем в три раза в сравнении с имевшимися при запуске завода в 1944 году. По состоянию на начало 1966 года, завод производил около 800 тонн сливочного масла в год, не считая иных молочных продуктов.
В соответствии с восьмым пятилетним планом развития народного хозяйства СССР в 1969 году было проведено техническое перевооружение завода.
В целом, в советское время молокозавод входил в число ведущих предприятий города.
После провозглашения независимости Украины, 13 октября 1992 года вместе с 9 другими молокозаводами Харьковской области завод был передан в коммунальную собственность Харьковской области. В дальнейшем, государственное предприятие было преобразовано в открытое акционерное общество.
Начавшийся в 2008 году экономический кризис осложнил положение завода. 9 апреля 2010 года на собрании акционеров было принято решение о самоликвидации Богодуховского молокозавода, в декабре 2010 года он был признан банкротом. В мае 2011 руководство завода было привлечено к ответственности за продажу заводских автомобилей (в это время уже находившихся в залоге банка) и весной 2012 года процедура банкротства была завершена.
В дальнейшем, завод был преобразован в общество с ограниченной ответственностью.
В 2014 году завод установил производственную линию по изготовлению колбасных плавленых сыров и освоил их выпуск.
В первом полугодии 2017 года Украинская ассоциация поставщиков торговых сетей провела проверку сливочного масла украинского производства, в ходе которой было установлено, что 15 из 33 марок сливочного масла (в том числе, «Масло сладкосливочное „Крестьянское“, 73 % жира» производства Богодуховского молокозавода) являются фальсификатом, не соответствующим установленным требованиям ДСТУ. В ходе повторных лабораторных исследований, проведенных государственной лабораторией Госпродпотребслужбы в мае 2019 года было установлено, что сладкосливочное масло Богодуховского молокозавода по содержанию массовой доли немолочного жира по-прежнему не соответствует ДСТУ 4399:2005.

## Современное состояние
Завод занимается переработкой молока и производит молочную продукцию (сливочное масло, спред, твёрдый сыр, блочный плавленый сыр, плавленный колбасный сыр, творог, творожную массу и цельномолочную продукцию) под торговыми марками «Вот так», «Богодухівське сонечко», «Мілкер» и «Козацька вечеря».